# Asysta grawitacyjna

Uproszczony przykład asysty grawitacyjnej: prędkość pojazdu zmienia się o dwukrotność prędkości planety.

Asysta grawitacyjna – zmiana prędkości i kierunku ruchu statku kosmicznego przy użyciu pola grawitacyjnego planety lub innego dużego ciała niebieskiego. Jest to obecnie powszechnie używana metoda uzyskiwania prędkości pozwalających osiągnąć zewnętrzne planety Układu Słonecznego. Została opracowana w 1959 roku w moskiewskim Instytucie Matematyki im. Stiekłowa.
Pomijając czas oddziaływania ciała niebieskiego ze statkiem kosmicznym, asysta grawitacyjna zmienia kierunek, w którym porusza się pojazd, nie zmieniając jego prędkości względem ciała, z którym oddziałuje. Co względem Słońca odpowiada zmianie prędkości maksymalnie o dwukrotność prędkości statku względem tego ciała niebieskiego – podobnie jak przy zderzeniu sprężystym niecentralnym.

## Powody używania asysty grawitacyjnej
Ruch w przestrzeni międzyplanetarnej wymaga uwzględnienia grawitacji Słońca. Pojazdy wysyłane w kierunku wewnętrznych planet – Wenus i Merkurego, zbliżając się do Słońca nabierają prędkości i aby wejść na ich orbitę muszą ją zmniejszyć. Z kolei pojazdy wysyłane w kierunku zewnętrznych planet muszą nabrać odpowiedniej prędkości, aby móc oddalić się na wystarczającą odległość od Słońca. Realizacja tego przez napęd rakietowy wymaga dużej ilości paliwa – dlatego poszukuje się innych metod.
W przypadku lotów do najbliższych planet: Marsa i Wenus, używa się manewru transferowego Hohmanna – eliptycznej trajektorii stycznej zarówno do początkowej jak i końcowej orbity. Ta metoda pozwala zużyć minimalną ilość paliwa, ale jest bardzo powolna – lot z Ziemi na Marsa w ten sposób trwa 7-9 miesięcy. Lot do zewnętrznych planet trwałby dziesiątki lat, a zużycie paliwa i tak byłoby bardzo duże.

Zwiększenie prędkości
Zmniejszenie prędkości

## Ograniczenia asysty grawitacyjnej
Głównym ograniczeniem asysty grawitacyjnej jest konieczność dostosowania się do aktualnego położenia planet. Przykładowo sonda Voyager 2 w swojej misji przeleciała kolejno obok Jowisza, Saturna, Urana i Neptuna – ale umożliwiająca to odpowiednia konfiguracja planet powtórzy się dopiero w połowie XXII wieku. Nawet znacznie mniej ambitne loty często mogą być przeprowadzane tylko w odpowiednich momentach. 
Innego typu ograniczeniem są atmosfery planet, które wykorzystuje się do asysty. Im bliżej planety przelatuje statek kosmiczny, tym większa siła działa na niego. Jednak przy zbytnim zbliżeniu, opór atmosfery powoduje utratę prędkości (choć w niektórych przypadkach ten efekt może być przydatny).
Wykorzystywanie do asysty Słońca nie ma praktycznego sensu, gdyż środek masy Układu Słonecznego pozostaje pod powierzchnią Słońca. Jednak używanie silników w pobliżu Słońca może zwiększyć ich efektywność (patrz niżej, w sekcji asysta wspomagana). Ograniczeniem w tym przypadku jest wytrzymałość pojazdu na temperaturę w pobliżu Słońca.
Można rozważać również międzygwiezdne asysty – np. użycie Słońca przez pojazd spoza Układu, do uzyskania większej prędkości względem innych obiektów Drogi Mlecznej. Biorąc pod uwagę zysk prędkości (rzędu setek km/sek) w stosunku do odległości o jakich mowa, byłoby to przydatne jedynie przy lotach trwających tysiące lat.
Istnieje fundamentalne ograniczenie możliwości asysty grawitacyjnej, wynikające z ogólnej teorii względności. Jeśli pojazd zbliżyłby się za bardzo do horyzontu czarnej dziury, zakrzywienie czasoprzestrzeni zabrałoby mu więcej prędkości niż uzyskałby przy użyciu asysty. Jedynie obracająca się czarna dziura mogłaby nadać dodatkową prędkość, z powodu efektu wleczenia układów inercjalnych. W odpowiedniej konfiguracji pojazd mógłby, wrzucając część masy pod horyzont zdarzeń, przejąć część momentu obrotowego takiej czarnej dziury.

## Przykłady zastosowania asysty

### Mariner 10 – pierwsze użycie
Pierwszy raz zastosowano asystę grawitacyjną w misji Mariner 10. Przechodząc obok Wenus 5 lutego 1974 roku, sonda zmieniła swoją trajektorię, tak aby przelecieć później obok Merkurego.

### Sonda Cassini – wielokrotna asysta
Sonda Cassini-Huygens w drodze na Saturna przeszła dwukrotnie obok Wenus, następnie obok Ziemi i wreszcie obok Jowisza. Jej lot trwał ponad sześć i pół roku (manewr Hohmanna trwałby 6 lat), ale sumarycznie wymagał przyspieszania silnikami jedynie o 2 km/s, co było szczególnie istotne ze względu na duże rozmiary sondy (manewr Hohmanna wymagałby przyspieszeń o 15,7 km/s).

### Voyager 1 – najszybszy i najdalszy sztuczny obiekt
Voyager 1 jest obecnie ponad 23,5 miliarda kilometrów (lipiec 2022 r.) od Słońca
 w przestrzeni międzygwiezdnej. Dzięki asyście Jowisza i Saturna miał wystarczającą prędkość, aby opuścić Układ Słoneczny.

### Sonda Ulysses – wyjście poza płaszczyznę ekliptyki
W 1990 roku ESA wysłała sondę Ulysses, której zadaniem było badanie biegunów Słońca. Aby wyjść poza płaszczyznę ekliptyki, sonda musiała wytracić prędkość 30 km/s z jaką porusza się Ziemia. Wykorzystano w tym celu asystę Jowisza, kierując sondę "przed" i "pod" niego – tak aby wyjściowa prędkość była prostopadła do ekliptyki.

### Inne sondy
- Pioneer 10
- Pioneer 11
- New Horizons
- MESSENGER
- STEREO

## Asysta wspomagana
Zysk z asysty grawitacyjnej można zwiększyć, używając dodatkowo silników w momencie zbliżenia do mijanego obiektu. Praca silników zawsze zwiększa prędkość pojazdu o ustaloną wielkość. Jednak wzrost energii kinetycznej jest proporcjonalny do prędkości w czasie gdy pracują. Tym samym, najwięcej energii zyskuje się gdy ta prędkość jest największa – w pobliżu perycentrum. Energia jest w tym procesie zachowana – zysk pochodzi z pozostawienia odrzuconego materiału w polu grawitacyjnym planety.
Przykładowo, manewr Hohmanna z Ziemi na Jowisza przeprowadza pojazd po hiperbolicznej trajektorii obok Jowisza z prędkością 60 km/s, pozwalając uzyskać ostatecznie (po opuszczeniu jego pola grawitacyjnego) 5,6 km/s, czyli 10,7 razy mniejszą prędkość. Oznacza to że praca dająca 1 J energii kinetycznej z dala od Jowisza nada 10,7 J w perycentrum. Każdy 1 m/s zysku prędkości w perycentrum przełoży się na dodatkowe {\displaystyle {\sqrt {10,7}}=3,3} m/s po opuszczeniu orbity. A zatem pole grawitacyjne Jowisza może zwiększyć efektywność silników ponad trzykrotnie.